# Dothideomycetidae
De Dothideomycetidae vormen een onderklasse van de klasse der Dothideomycetes.
Het is een gevarieerde groep schimmels, waartoe onder andere saproben, parasieten (waaronder Apiosporina morbosa), korstmossen en mestschimmels behoren.

## Taxonomie
De taxonomische indeling van Dothideomycetidae is als volgt:
- Orde: Asterinales
  - Familie: Aulographaceae
  - Familie: Asterinaceae
  - Familie: Asterotexiaceae
  - Familie: Hemigraphaceae
  - Familie: Lembosiaceae
  - Familie: Melaspileellaceae
  - Familie: Morenoinaceae
  - Familie: Neobuelliellaceae
  - Familie: Stictographaceae
- Orde: Capnodiales
  - Familie: Antennulariellaceae
  - Familie: Capnodiaceae
  - Familie: Coccodiniaceae
  - Familie: Euantennariaceae
  - Familie: Metacapnodiaceae
- Orde: Coryneliales
  - Familie: Coryneliaceae
- Orde: Dothideales
  - Familie: Botryosphaeriaceae
  - Familie: Coccoideaceae
  - Familie: Dothideaceae
  - Familie: Dothioraceae
- Orde: Hysteriales
  - Familie: Hysteriaceae
  - Familie: Mytilinidiaceae
- Orde: Microthyriales
  - Familie: Microthyriaceae
  - Familie: Scizothyriaceae
- Orde: Mycosphaerellales
  - Familie: Mycosphaerellaceae
  - Familie: Teratosphaeriaceae
- Orde: Myriangiales
  - Familie: Cookellaceae
  - Familie: Elsinoaceae
  - Familie: Myriangiaceae
  - Familie: Teratosphaeriaceae
- Orde: Patellariales
  - Familie: Patellariaceae
- Orde: Pleosporales
  - Familie: Arthopyreniaceae
  - Familie: Corynesporascaceae
  - Familie: Cucurbitariaceae
  - Familie: Dacampiaceae
  - Familie: Diademaceae
  - Familie: Didymosphaeriaceae
  - Familie: Fenestellaceae
  - Familie: Leptosphaeriaceae
  - Familie: Lophiostomataceae
  - Familie: Melanommataceae
  - Familie: Naetrocymbaceae
  - Familie: Parodiellaceae
  - Familie: Phaeosphaeriaceae
  - Familie: Phaeotrichaceae
  - Familie: Pleomassariaceae
  - Familie: Pleosporaceae
  - Familie: Sporormiaceae
  - Familie: Tubeufiaceae
  - Familie: Venturiaceae
- Orde: Pyrenulales
  - Familie: Massariaceae
  - Familie: Monoblastiaceae
  - Familie: Pyrenulaceae
  - Familie: Requienellaceae
  - Familie: Trypetheliaceae
  - Familie: Xanthopyreniaceae
- Orde: Strigulales
  - Familie: Strigulaceae